# Asilus gracilipes
Asilus gracilipes là một loài ruồi trong họ Asilidae. Asilus gracilipes được Meigen miêu tả năm 1820. Loài này phân bố ở vùng Cổ Bắc giới.